# Emilia Plugaru
Emilia Plugaru, (n. 17 iunie 1951, Cetireni, Ungheni, Republica Moldova) este o scriitoare din Republica Moldova care s-a manifestat mai ales prin literatura pentru copii (poezii, povești, ghicitori, scenete de teatru).  

## Biografie
Emilia Plugaru s-a născut la 17 iunie 1951 în satul Cetireni de lângă orașul „de graniță” Ungheni, Republica Moldova, în familia lui Ion și Maria Ciobanu, fiind al șaselea dintre cei nouă copii. Din fragedă copilărie a început să picteze și să scrie, manifestându-se în special la școala din satul Cetireni, pe care o absolvă în 1968. Se află în dilema de a alege între visul de a scrie și cel de a picta. Alege pe ultimul, urmând Facultatea de Arhitectură și Urbanistică a Institutului Politehnic din Chișinău, lucrând mai apoi în calitate de arhitect. Se căsătorește, crește patru copii, lăsând cariera de arhitect și îmbrățișând-o pe cea de mamă. Își dedică o mare parte a timpului pentru scris, astfel încât în 1996 cele două mari visuri din copilărie se regăsesc în debutul său literar - volumul de versuri și desene de colorat pentru copii „Sunt elevă-n clasa-ntâi”. 
De atunci, scrie numeroase opere literare pentru copii apreciate de comunitatea culturală românească și distinse cu premii la diverse concursuri. 
Printre altele, scriitoarea îndrăgește și arta olăritului, manifestându-se ca ceramist și realizând diverse obiecte de artă artizanală.

### Carieră
Autoarea debutează în 1996 cu volumul de versuri pentru copii și desene de colorat „Sunt elevă-n clasa-ntâi” (editura Albinuța, Chișinău). Urmează un ciclu de povești, poezii, ghicitori, și scenete pentru copii. Premiată în cadrul Concursului Național de Dramaturgie (2001), piesa „Vârcolacii au furat luna” a fost jucată din 1998 până în 2020 pe scena Teatrului Republican de Păpuși „Licurici” din Chișinău.
În 2018, Emilia Plugaru publică „Anotimpuri colorate”, poezii pentru copii, pentru care obține premiul BNC „Ion Creangă” în cadrul Salonul Internațional de Carte pentru Copii și Tineret din Republica Moldova.  
În 2019, apare primul volumul de versuri pentru adulți „A sunat aseară mama”, după poezia cu același nume care a devenit virală pe rețelele de socializare.  
În 2020, autoarea publică „O toamnă ca un cântec”, un volum de versuri închinate naturii iat în 2021 publică volumul de versuri de dragoste „Cer de sineală”.
În 2022, apare cartea pentru copii „Cine e Țepuș”, prima din seria „Aventurile lui Țepuș”, un personaj creat și ilustrat de autoare. Tot în același an  autoarea publică primul său roman "Aglaia a Vădănii", precum și cartea a doua din Aventurile lui Țepuș: „Țepuș e frumos”.  
În 2023, autoarea publica a treia carte din seria pentru copii Țepuș: „Țepuș e harnic”.
În 2024, Emilia Plugaru semneaza adaptarea scenică a specacolului muzical „Balada celor cinci motănași” de Ion Druță, la Teatrul Republican de Păpuși „Licurici” din Chișinău, R. Moldova.
Tot în 2024, autoarea publică volumul de proză scurtă „Nemăritatele”, lansat la 16 ianuarie 2025.
Emilia Plugaru este membră a Uniunii scriitorilor din Republica Moldova.  

## Opera
1996: debutează cu primul volumul de versuri și desene de colorat pentru copii „Sunt elevă-n clasa-ntâi” (Albinuța, Chișinău).  
1999-2002: urmează mai multe piese de teatru pentru copii, premiate în cadrul Concursului National de Dramaturgie din Republica Moldova: „Puiul de elefant a urcat pe curcubeu” (1999, mențiune), „Vârcolacii au furat luna” (2001, Premiul III), „Școala din pădure” (2002, Premiul III).  
Începând cu 2010, Emilia Plugaru își face cunoscută opera literară pe internet și pe rețelele de socializare. Astfel, prima versiune a site-ului http://www.povesti-pentru-copii.com/ lansat în 2011 de fiul său Radu Plugaru, programator de meserie, conține poeziile, poveștile și ghicitorile autoarei. În scurt timp, site-ul devine cel mai popular portal de literatură pentru copii din România, operele autoarei fiind vizualizate de cititorii români din România și din lume.  
Autoarea este activă pe pagina sa de Facebook unde își difuzează creațiile publicului larg. Astfel, poezia „A sunat aseară mama”, postată pe 3 decembrie 2017, devine în doar câteva zile virală.  
2018: apare a doua carte de poezii pentru copii: „Anotimpuri colorate Arhivat în 29 octombrie 2021, la Wayback Machine.” (RP Editor, Chișinău), ilustrată în acuarelă de maestrul acuarelist Ion Cârchelan. 
Lansarea cărții are loc la Chișinău, pe 11 decembrie 2018, în incinta bibliotecii centrale a BM „B. P. Hasdeu” din Chișinău. Oaspeții prezenți la eveniment au apreciat calitatea poeziilor și stilul deosebit al ilustrațiilor realizate de acuarelistul Ion Cârchelan. Poetul și eseistul Ianoș Țurcanu a afirmat că „Emilia Plugaru este un poet care scrie cum gândește, scrie cum respiră”, iar poeta Galina Furdui a salutat capacitatea autoarei de a înțelege lumea din jur și de a o transpune în „limba copiilor”. În cadrul lansării, scriitoarea a declarat că publicația sa a fost scrisă pentru copii, dar ajunge și la sufletele maturilor. A început să scrie fiind copil, însă nu și-a dorit să fie scriitoare. Apoi a făcut studii în arhitectură, a lucrat în acest domeniu și a uitat să mai scrie. A revenit la scris când copii săi au mai crescut: „Pasiunea a venit din faptul că omul nu pierde niciodată copilul din el. Atunci când ești mamă redevii copil. Când scrii despre copii uiți de toate necazurile. De multe ori e o salvare de viața plictisitoare”.
Pe 19 septembrie 2018, este organizată o lansare a cărții și în cadrul filialei „M. Ciachir” a bibliotecii municipale „B. P. Hasdeu”, principalii invitați fiind copiii (elevii clasei a doua de la Liceul ”M.Kogălniceanu”), precum și scriitorii Mihai Vîlcu Arhivat în 28 decembrie 2018, la Wayback Machine., Lidia Vrabie si Alexandru Plăcintă Arhivat în 22 august 2018, la Wayback Machine..
Cartea „Anotimpuri colorate” se bucură rapid de recenzii literare pozitive, în special în revistele pentru copii: „Recent, scriitoarea Emilia Plugaru a editat o frumoasă carte de versuri pentru voi, dragi copii. Autoarea a înmănuncheat toate anotimpurile în unul singur, cel al Copilăriei și, împreună cu pictorul Ion Cârchelan, ilustratorul cărții, au creat această cărțulie minunată.”, revista „Amic”, „Anotimpurile colorate ale Emiliei Plugaru”, Lecturi amicale, p.25, Chișinău, octombrie 2018.
„Fiecare anotimp vine cu farmecul și cu bucuriile sale. Ne place vara, veselă și luminoasă, cu cireșe la urechi. Toamna ne aduce în poală roadele-i dulci. Poeții, asemeni copiilor, se bucură de primii fulgi, aștern pe coală albă de hârtie rânduri de poezie, sinceră și curată. Apoi, cu inima plină de dor, așteaptă să se trezească ghioceii, chemând în versuri primăvara. Nu-și poate imagina cele patru anotimpuri fără poezie nici Emilia Plugaru, o scriitoare care adoră copiii și visează frumos împreună cu ei. Cartea sa de versuri „Anotimpuri colorate”, apărută recent, vine, parcă, să le îndeplinească dorințele (...)”, revista Florile Dalbe, „În așteptarea celui mai frumos anotimp”, Chișinău, octombrie 2018.    
Octombrie 2019: apare volumul de poezii de dor A sunat aseară mama Arhivat în 12 noiembrie 2020, la Wayback Machine. (RP Editor, Chișinău).    
Poeta Galina Furdui, în prefața cărții, menționează că: „ „A sunat aseară mama” este o carte marcată de răvășitoare confesiuni, șoapte ale inimii, care conține file cu mesaje înțelepte, sincere și care răscolesc simțirile prin bonomia revărsată în verb cu multă discreție. Citești și te descoperi alergând prin poiana adânc-ocrotitoare a copilăriei, vegheată de blajinătatea mamei”.    
Într-un interviu acordat agenției de presă IPN, Emilia Plugaru a declarat că acest volum conține „poezii care ating sufletul omului”. Dintr-un șir de poezii pe care le are scrise, le-a selectat pe cele cu teme de dor, sat, tradiții, părinți.        
Octombrie 2020: apare volumul de poezii închinate naturii O toamnă ca un cântec Arhivat în 12 noiembrie 2020, la Wayback Machine.” (RP Editor, Chișinău).
Lansată în condițiile pandemiei de Covid-19 pe pagina de Facebook a autoarei, pe 6 noiembrie 2020, „O toamnă ca un cântec”: „e despre toamna vieții, e despre frumusețea toamnei, e despre frumusețea noastră. E despre noi și despre emoțiile pe care le simțim atunci când toamna ne bate la ușă, ne stă în prag, sau noi ne aflăm în pragul ei… E un volum de versuri despre natură, despre ce sentimente ne trezește natura” a declarat într-un interviu pentru agenția de presă IPN Emilia Plugaru.
Iulie 2021: iese de sub tipar al treilea volum de versuri pentru adulți al autoarei „Cer de sineală Arhivat în 29 octombrie 2021, la Wayback Machine.”, poezii de dragoste, o cochetare reușită cu versul liber și versul alb.
Poeta Radmila Popovici menționează în Cuvânt înainte: „Intru în acest manuscris ca într-o casă. Sunt invitată și accept. Nu știu ce mă așteaptă, dar ușa se deschide și, de după ea, se revarsă un val de lumină. Feresc vălul transparent. În mijlocul scriiturii stă dragostea. Nu cu spatele, ci cu fața spre mine. Are câteva riduri. E frumoasă. Pare împăcată cu sine, cu celălalt, cu singurătatea”.
Volumul „Cer de sineală” a fost apreciat de critică și public în cadrul lansării organizate pe 21 iulie 2021 la biblioteca „Onisifor Ghibu” din Chișinău. Poeta Radmila Popovici a declarat că a citit manuscrisul chiar în „Cerul de sineală” aflându-se în avion unde a avut acea stare de poezie cu adevărat perceptibilă, ce i-a permis să-și înșire impresiile cu sinceritate, vibrând cu textele, cu energia cuvântului și mai ales cu simțirea poeziei din volum: „Pe mine m-a copleșit puritatea și sinceritatea mărturisirilor Emiliei Plugaru. Cartea matură și totodată inocentă a Emiliei Plugaru e un amalgam foarte frumos”. Cu referire la eveniment, scriitoarea Claudia Partole a declarat: „Vreau să accentuez că avem un eveniment pentru bibliotecă, dar și un eveniment pentru literatură. A venit cu o nouă carte în biblioteca neamului, un poet cu o simțire aleasă și cu o sensibilitate rară” Arhivat în 24 octombrie 2021, la Wayback Machine..
În intervenția sa din cadrul lansării, Emilia Plugaru a spus că scrisul pentru maturi a venit de la sine, ușor, fără să se forțeze vreodată să scrie o poezie: „Nu am gândit în prealabil. Am scris niște emoții personale, niște emoții lăuntrice și a ieșit ce a ieșit – aceste trei cărți de versuri pentru adulți (Cer de sineală (2021), O toamnă ca un cântec (2020), A sunat aseară mama (2019)). „Versurile de dragoste sunt manifestate în mai multe forme de iubire. Dragostea înseamnă lumină, când nu mai avem lumină, viața se oprește”.
Martie 2022: apare cartea pentru copii „Cine e Țepuș”, (RP Editor, Chișinău). Cartea face parte din seria Aventurile lui Țepuș, un personaj imaginat și creat de Emilia Plugaru. "Cine e Țepuș" este cartea întâi.  
„Eroul acestei cărțulii pentru copii e un pui de arici, curios, care aleargă toată ziulica ca să cunoască lumea. Țepuș pe toate le vrea. Vrea să zboare, ca fluturașii, vrea să alerge la fel de repede ca iepurașii, vrea să fie frumos, vrea să fie harnic ca albinele, vrea să ajungă pe lună, până la urmă alege să fie bun și să îi ajute pe toți. Sper că o să vă placă Țepuș, sper că o să avem Pace și copiii vor citi, vor râde, se vor bucura, iar împreună și alături de ei, alături de noi toți, orice gâză de pe pământ, orice animăluță, își va duce cursul natural al vieții în liniște și fără de primejdii”. (Emilia Plugaru, pe pagina sa de Facebook, 10 martie 2022). 
Iunie 2022: autoarea publică primul său roman, „Aglaia a Vădănii", despre care scrie următoarele: „Aglaia, această femeie mică, firavă, dar puternică, ca un munte, are o soartă complicată. Nu se dă bătută, luptă, pentru ea, pentru familie, pentru copii, îl are pe Dumnezeu alături și depășește vitregiile vieții, căci orice nu i-ar pregăti destinul, oricum, trebuie să meargă doar înainte. Aglaia nu e omul care urăște sau caută vinovați, e ființa ce poartă și dăruiește lumină, căldură tuturor celor pe care îi are în preajmă. Destinul său e de fapt destinul unei țări, al unei națiuni". 
Iulie 2022: iese de sub tipar a doua carte din seria Aventurile lui Țepuș, scrisă și ilustrată de Emilia Plugaru: „Țepuș e frumos", o poveste „despre ce înseamnă cuvântul urât, dar mai ales ce înseamnă să fii frumos". 
De-a lungul anilor, Emilia Plugaru a compus numeroase opere literare pentru copii, dintre care unele au fost premiate de către Ministerul Culturii din Republica Moldova. Cele mai importante sunt: 
- Poezii
  - A sunat aseară mama
  - Sunt elevă-n clasa-ntâi
  - Rățușca cea curioasă
  - Fotbalistul Gică
  - Toamnă
  - Pisoiul rotofei
  - Muțunache
  - Culorile țării
  - Bătrânul Nistru
  - Trenul cu nepoței
  - Purcelușii
  - Iepurașul, pictor mare
  - Colegi de clasă
  - La căsuța cu povești
  - Tânără e Baba Iarnă
  - A-nflorit iarăși caisul
  - S-a sfârșit vacanța mare

- Povești
  - Aventurile lui Țepuș
  - Visul lui Tigruț
  - Urechiușele Măgărușului
  - Telescopul
  - Blestemul Comorii
  - Adevăratul Prieten
  - Blăniță Neagră
  - Crus, Hep și peștișorul de Aur
  - Marea competiție
- Scenete
  - Școala din Pădure
  - Puiul de elefant a urcat pe curcubeu
  - Vârcolacii au furat Luna
  - Căsuța iepurașului Urechiușă-Gri
  - Un extraterestru în codru